# Galumna polyporus
Galumna polyporus är en kvalsterart som beskrevs av Mihelcic 1952. Galumna polyporus ingår i släktet Galumna och familjen Galumnidae. Inga underarter finns listade i Catalogue of Life.